# Jennifer Cesar Salazar
Jennifer Mariana Cesar Salazar (26 de maig de 1989) és una ciclista veneçolana que competeix en carretera i en pista.
Va participar en la prova en ruta dels Jocs Olímpics de 2016.

## Palmarès en ruta
- 2015
  -  Campiona de Veneçuela en ruta
  -  Campiona de Veneçuela en contrarellotge
- 2017
  -  Campiona de Veneçuela en ruta

## Palmarès en pista
- 2012
  -  Campiona de Veneçuela en Scratch
  -  Campiona de Veneçuela en Puntuació
- 2012
  -  Campiona de Veneçuela en Òmnium
  -  Campiona de Veneçuela en Puntuació